# Сату-Лунг
Сату-Лунг (рум. Satu Lung) — село у повіті Клуж в Румунії. Входить до складу комуни Кінтень.
Село розташоване на відстані 336 км на північний захід від Бухареста, 14 км на північ від Клуж-Напоки.

## Населення
За даними перепису населення 2002 року у селі проживали 99 осіб, з них 97 осіб (98,0%) румунів. Рідною мовою 97 осіб (98,0%) назвали румунську.